# Miklós Dallos
Dans le nom hongrois Dallos Miklós, le nom de famille précède le prénom, mais cet article utilise l’ordre habituel en français Miklós Dallos, où le prénom précède le nom.
Miklós Dallos, né en Hongrie à Bátor le 20 février 1922 et mort à Saint-Germain-en-Laye le 16 janvier 2008, est un sculpteur de marbre et bronze hongrois. Il vivait à Paris depuis 1949.
Il a obtenu une maîtrise à l'école des arts décoratifs de Budapest et à l'école des beaux-arts de Paris et exposait aux États-Unis et avec la Galerie Lambert. Il a toujours été représenté dans les expositions du Musée Rodin.
Il repose, avec son épouse Grace Mary Dallos née Lloyd, au columbarium du cimetière des Arcs sur Argens, dans le Var.